# Río de la Plata (1971)
El Río de la Plata fue un buque de carga de la naviera estatal argentina ELMA.

## Historia
Construido en 1971 por el Astillero Río Santiago (estatal) de Ensenada. Sirvió en ELMA desde su incorporación en 1971 hasta su venta en 1987.
Durante la guerra de las Malvinas (1982), este buque llevó a cabo tareas de observación en la isla Ascensión, base de la Royal Navy. El Río de la Plata avistó al trasatlántico Canberra y el buque de asalto anfibio HMS Fearless, entre otras unidades navales. Terminada su labor, partió a Montevideo, siendo sobrevolado por helicópteros británicos.